# The Things We Do for Love
The Things We Do for Love è un singolo del gruppo musicale britannico 10cc, pubblicato nel 1976 ed estratto dall'album Deceptive Bends.
Si tratta della prima pubblicazione del gruppo dopo l'uscita dallo stesso di Kevin Godley e Lol Creme. Gli autori sono infatti Eric Stewart e Graham Gouldman.

## Tracce
- 7"

1. The Things We Do for Love – 3:32
2. Hot to Trot – 4:28

Durata totale: 8:00

## Classifiche
| Classifica (1976-1977) | Posizione massima |
| ---------------------- | ----------------- |
| Regno Unito            | 6                 |
| Stati Uniti            | 5                 |

## Cover
- Nel 1996 l'artista statunitense Amy Grant ha pubblicato il brano per la colonna sonora del film Un marito... quasi perfetto (Mr. Wrong).
- Nel 2007 il gruppo Lazlo Bane ha pubblicato l'album Guilty Pleasures, in cui è presente la cover del brano.
- Nel 2014 la cantante australiana Tina Arena ha pubblicato la sua versione.